# Dichosoma convexa
Dichosoma convexa är en insektsart som beskrevs av Brimblecombe 1957. Dichosoma convexa ingår i släktet Dichosoma och familjen pansarsköldlöss. Inga underarter finns listade i Catalogue of Life.